# 今宮いずみ
今宮 いずみ（いまみや いずみ、1996年12月22日 - ）は、日本のAV女優。 

## 略歴・人物
富山県出身。特技は剣道（三段）。
2016年8月、SODクリエイトの「青春時代」レーベル専属女優としてAVデビュー。

## 出演作品

### アダルトDVD
2016年
- 「もっと気持ち良いHがしてみたい」 今宮いずみ 19歳 SOD専属AVデビュー（3月17日、SODクリエイト）
- 私にイク感覚を教えてください」 性に未熟な超敏感少女 今宮いずみ 19歳 人生初のイキまくり4本番（4月21日、SODクリエイト）
- 「もうH無しでは生きていけなくなっちゃいます」 今宮いずみ 19歳 SEX中毒になるほど快楽漬けにする一泊二日の温泉旅行（5月26日、SODクリエイト）
- 「私とえっちしませんか?」 今宮いずみ 同級生との甘酸っぱい性体験（6月23日、SODクリエイト）
- 「中出しって気持ちいいんですか?」 今宮いずみ 19歳 中出し解禁（7月21日、SODクリエイト）
- 「私が気持ち良くしてあげますね♥」 今宮いずみ 19歳 ファンとえっちな自宅デート（8月18日、SODクリエイト）
- 「限界を超えてめちゃくちゃにされてみたい」 今宮いずみ 19歳 限界突破連続絶頂SEX（9月22日、SODクリエイト）
- 「おじさんといっぱいHがしたいんです」 今宮いずみ 19歳 中年おやじの自宅で朝までSEX三昧（10月20日、SODクリエイト）
- 「いっぱいHなこと教えてください」 今宮いずみ 19歳 たくさんの初めて×えっちな7コスプレ（11月23日、SODクリエイト）
- 「もう一度、青春してみませんか?」 青春時代一周年記念総集編+未公開撮り下ろし5SEX 2枚組480分（11月23日、SODクリエイト）他出演:涼海みさ、西野希、戸田真琴、水樹くるみ　※未公開撮り下ろしシーンを含む総集編
- 上京初日一生懸命新人ソープ嬢（12月1日、MOODYZ）
- デカ尻マニアックス（12月13日、ワンズファクトリー）

2017年
- 一徹が貴女のワガママな性欲、解放します 〜オーダーSEX〜（1月6日、GIRL'S CH）他出演:波多野結衣、保坂えり、一徹
- 制服美少女と性交（1月6日、ドリームチケット）
- 地元のDQN達に彼女を奪われて何も出来ない僕。（1月7日、MOODYZ）
- 「湿っぽい和室とお布団のセックスって、なんかエッチで私、おかしくなります…」 上京して来た、もと学級委員の清楚な黒髪の美少女を、濃厚淫猥セックスで責め立てたら、快感と絶頂の虜にされ、自分専用の性処理玩具になってくれた…。（1月13日、オーロラプロジェクト・アネックス）
- この娘、犯してやる…。 罠に堕ちた、上京したての地方の純朴娘。 「気持ち良くなるサプリって…ホントにあるの…?」（1月25日、オーロラプロジェクト・アネックス）
- オナニーばかりしていたせいで胸が大きく成長したJKの、はにかむ顔を見た瞬間に奮起。そのまま恥ずかしがる少女と好き放題セックスして、飽きるまで膣奥中出し…。（1月25日、無垢）
- 僕だけのいいなり女子校生（2月10日、宇宙企画）※「いずみ」名義
- 心と身体で癒してくれる清楚美少女のSEX事情（2月13日、S-Cute）他出演:桜咲姫莉、江奈るり、涼海みさ、尾上若葉、小谷みのり
- ナンパJAPAN検証企画 「絆を深める最先端のマッサージセラピーに挑戦しませんか?」 外回りの男上司と女部下をナンパ! 2人きりの密室で強力な電動マッサージ体験! 男が勃起する前にOK汁を分泌するオマ●コ! 絆が深まり過ぎて密着フュージョンしちゃうの!?（2月25日、ナンパJAPAN）※「鈴木奈央」名義　他出演:佐藤麻衣、白井由香、三浦美奈
- いつでもどこでも時間停止してイラマチオできる学園（3月1日、MOODYZ）共演:篠崎みお、跡美しゅり、佳苗るか、宮沢ゆかり、三宅美香、百瀬ひまり、芹沢ゆず、星あんず、川崎亜里沙
- 激似の奇跡 桜○日○子（3月1日、ROOKIE）
- 大好きなカノジョをハメ撮りしちゃいました。（3月1日、S-Cute）他出演:姫川ゆうな、涼川絢音、絢森いちか
- いつもオナニーのおかずにしている憧れのあの子が僕のそばで爆睡?しかも周りに誰もいないこの状況!人生初の好機到来（≧∇≦）/ちょっとだけ触ってみると全く起きないのでそのまま生挿入してみると…（3月3日、DOC）他出演:栗原ゆい、今永亜美
- JK vs 童貞 「僕のオナニーを手伝ってください!」（3月3日、DOC）他出演:羽田美夢、石原恵麻、姫川ゆうな、北川ゆず、橋口りおな、河北はるな、矢澤美々
- 剣道三段の武道少女 処女喪失から三ヶ月足らずでAVデビューした噂の清純少女が、一年の時を経て、驚くほど進化した変態っぷりを披露する…!!（3月7日、ケートライブ）
- ドM女子大生いずみ いいなり御奉仕ナマ中出し!（3月19日、Be Free）
- いずみとかんな 柔らかい女の子同士のキスでもっともっと仲良くなりました（3月25日、ビビアン）共演:美咲かんな
- 交渉次第で中出しOK 裏オプ充実 秘密のJKリフレ（4月1日、無垢）共演:浅田結梨、麻生遥
- 真面目なフリをしてました。 純情美少女のエッチな告白（4月1日、S-Cute）他出演:裕木まゆ、幸田ユマ、小椋あずき、桜咲姫莉
- 勃起チ○ポを見てみたくて淫語と手コキを勉強してきた巨乳妹（4月13日、MOODYZ）
- 姪っ子JKの急成長オッパイに我慢できない僕…（5月1日、OPPAI）
- 家の中に潜む絶倫少女は…奥さんにバレるスレスレで何回も無理やりハメたがる既婚者チ○ポ好き 3（5月3日、ナチュラルハイ）他出演:栄川乃亜
- 寸止め痴女 ウブな受け身女優の変態覚醒ドキュメント（5月5日、h.m.p）
- お金の為だと割り切って友達だけどSEXして下さい!! JK編 vol.4（5月5日、DOC）他出演:今永亜美、星野柚季、水樹くるみ、天音セーラ、宮瀬ゆりえ、水川ひなこ
- 服を押さえ脱がされまいと抵抗する女に着衣越し乳首いじり痴漢の洗礼（5月18日、ナチュラルハイ）他出演:若槻みづな、紗藤まゆ、羽生ありさ
- 妻の実家で起こった悲劇（6月1日、グローリークエスト）
- 精液採取専門 爆吸引・丸呑み のどじゃくり病棟 VER3.0.0（6月1日、SODクリエイト）共演:卯水咲流、神納花、なごみ
- 巨乳いもうと中出し（6月6日、ケードライブ）
- 女子校生緊縛調教（6月9日、宇宙企画）
- 優等生。（6月9日、クリスタル映像）※「いずみ」名義
- 【エントリー出演応募者限定】 素人男性宅に爆裂ド痴女が突撃訪問!嵐のようにヌイて去って行った!(※素人男性4名出演)（6月15日、SODクリエイト）他出演:佐々波綾、卯水咲流、あおいれな
- 毛むくじゃらの男乳首をベロベロ舐めまわしながら手コキしていたずらっぽい笑みを浮かべる痴女っ子JK（6月19日、無垢）※「いずみ」名義
- 義母と娘の偏愛レズビアン ～女子校生の裸体を毎日覗き見る継母～（6月19日、レズれ!）共演:一条綺美香
- 皆のねとられ投稿話を再現します 元野球部女子マネの嫁がドラフト4位の主将のバットで寝盗られました（7月7日、JET映像）
- 大好きなカノジョをハメ撮りしちゃいました。（7月13日、S-Cute）他出演:小谷みのり、阿部乃みく
- 姉弟限定 一般男女参加型モニタリング お姉ちゃんに童貞を打ち明けセックスの練習と称して素股を懇願したら弟の勃起チ●ポが入っちゃった! 2（8月7日、変態紳士倶楽部）※「しおり」名義　他出演:ゆかり、まり、ゆき

2018年
- 「あっ!ナマで入っちゃった!」 凄テクオイル素股でチ○ポをマ○コに擦りつけてたら思わずフル勃起からの生挿入! 本番禁止のはずなのに生中出しSEXまでしちゃった5人の爆乳ボインデリヘル嬢（2月15日、グローリークエスト）他出演:ERIKA、月本愛、天野美優、浅田結梨

### VR
- 照れるほど見つめられる乳首いじり（2017年1月13日、ドリームチケット）
- 黒髪巨乳JKとのイケナイ関係 「先生…私たちつきあってるんですよね?」（2017年5月26日、CRYSTAL VR）
- 今宮いずみちゃんとイチャイチャ中出しSEX（2017年5月30日、ケイ・エム・プロデュース）
- ドジっ子エロエロ家政婦いずみちゃんと中出しSEX（2017年5月30日、ケイ・エム・プロデュース）

### イメージDVD
- 全裸（2016年6月17日、エニバディ）
- 今宮いずみはオレのカノジョ。（2016年9月25日、GARDEN）
- 綺麗なハダカ（2016年12月23日、Natural&Beauty）
- 断然綺麗なハダカ（2017年5月13日、Natural&Beauty）他出演:橋本ありな、澁谷果歩、笹本結愛、玉木なるみ